# 自由路线
自由路线（羅馬化：Plefsi Eleftherias）是希腊的一个左翼政党。该党成立于2016年4月19日。该党的意识形态是社会主义、欧洲怀疑主义、左翼民粹主义。该党的主席是佐伊·康斯坦托普卢。该党的总部位于雅典。